# Гидропневматическая подвеска
Гидропневматическая подвеска — подвеска колёс транспортного средства, в которой функцию упругих элементов подвески выполняют гидропневматические демпферы особой конструкции, в которых усилие сжатия передаётся жидкостью на индивидуальную для каждого демпфера и несущую основную нагрузку на колесо замкнутую пневмокамеру-ресивер. Обязательным элементом устройства такой подвески является общая для всех демпферов гидросистема, состоящая из накопительного ресивера, насоса, блока гидроклапанов и модуляторов давления, датчиков уровня, а также трубопроводов подачи жидкости к каждому демпферу. Может управляться как механически, так и при помощи электронных устройств. Позволяет изменять высоту дорожного просвета и наклон корпуса транспортного средства относительно земли, из-за чего также популярна среди военной техники. На транспортных средствах может выполнять роль как единственной системы демпфирования, так и работать в паре с традиционными системами (пружинной, торсионной). Параллельно основной функции демпфирования может выполнять функцию гашения колебаний (функцию амортизаторов). Исторически наиболее известным конструктором и производителем гидропневматических подвесок была фирма Citroën.

## Принцип работы
Общая принципиальная схема любой гидропневматической подвески изображена на иллюстрации (в данном случае, подвески четырёхколёсного автомобиля).

## Известные машины с гидропневматической подвеской
- A17 Tetrarch - лёгкий танк Великобритании времён ВМВ (а также машины на его базе)
- Японские основные боевые танки - Type 74, Type 90, Type 10
- Strv-103 - основной боевой танк Швеции времён Холодной войны